# Ceratoneuronella aligherini
Ceratoneuronella aligherini är en stekelart som beskrevs av Girault 1915. Ceratoneuronella aligherini ingår i släktet Ceratoneuronella och familjen finglanssteklar. Inga underarter finns listade i Catalogue of Life.